# Bergson da Silva
Bergson Gustavo Silveira da Silva (Alegrete, 9 febbraio 1991) è un calciatore brasiliano, attaccante del Johor Darul Ta'zim.

## Caratteristiche tecniche
È un centravanti.

## Carriera
Nel 2017 si è laureato capocannoniere del Campeonato Brasileiro Série B a pari merito con Mazinho, segnando 16 reti.
Nel 2022 si è laureato capocannoniere della Liga Super malaysiana, con 29 reti.

## Palmarès

### Club

#### Competizioni nazionali
- Malaysia Super League: 4

Johor Darul Ta'zim: 2021, 2022, 2023, 2024-2025
- Coppa della Malaysia: 2

Johor Darul Ta'zim: 2022, 2023

### Individuale
- Capocannoniere del Campeonato Brasileiro Série B: 1

2017 (16 reti, alla pari con Mazinho)
- Capocannoniere della Malaysia Super League: 2

2022 (29 reti), 2024-2025 (31 reti)
- Capocannoniere della Coppa della Malaysia: 1

2023 (11 reti), 2024-2025 (7 reti)